# Cathédrale Saint-Adomnan de Letterkenny
La cathédrale Saint-Adomnan (St. Eunan's Cathedral) ou Saint-Adomnan-et-Saint-Colomba (Cathedral of St. Eunan and St Columba) est une cathédrale catholique irlandaise, de la ville de Letterkenny (paroisse de Conwal et Leck). Elle est l'église principale du diocèse de Raphoe.
Elle a été construite dans les années 1890 et 1900. Elle est la seule cathédrale catholique du comté, bien qu’il y ait cependant une cathédrale homonyme de l’Église d’Irlande, située à Raphoe.
La cathédrale a été commandée par le futur cardinal O'Donnell, alors évêque de Raphoe, qui en 1888 — âgé de 32 ans — devint le plus jeune évêque du monde de son temps. La cathédrale, située dans la ville sur Castel Street, en face de l’église paroissiale anglicane Conwal, a fêté son centenaire en 2001.

## Description
La cathédrale est inaugurée le 16 juin 1901 et est construite en style victorien néogothique sur un site qui domine la ville. Elle est dessinée par William Hague (en), célèbre architecte de Dublin et protégé d’Augustus Pugin. La cathédrale possède une flèche de 75 m (240 pieds). Du grès blanc de Mountcharles a été utilisé pour la construction, et le mobilier est principalement en chêne, avec un pupitre de marbre des Pearse Brothers de Dublin. Le pupitre représente des scènes sculptées des Annales des quatre maîtres et des quatre Évangélistes.
Les plafonds sont le travail de Amici de Rome. Les vitraux qui illuminent le sanctuaire et la chapelle Notre-Dame sont de la fabrique munichoise Mayer ; ils représentent 13 scènes de la vie du Christ. Des motifs celtiques ont été utilisés sur les vitraux par Harry Clarke and Michael Healy. L’arche illustre les vies de saint Adomnan et de saint Colomba. La lampe éternelle est faite d’argent et pèse 42,5 kg (1 500 onces). Certaines sculptures sont l’œuvre de William Pearse, qui a pris part à l’Insurrection de Pâques.
Il y a 12 cloches dans la salle des cloches de la cathédrale, qui portent les noms des saints de Tir Conail — Dallan, Conan et Fiacre, Adomnan, Baithen et Barron, Nelis et Mura, Fionán et Davog, Cartha et Caitríona, Taobhóg, Cróna et Ríanach, Ernan et Asica et Colomba. La 12e cloche pèse plus de 2 tonnes et 5 quintaux. Pour l’ouverture de la cathédrale, l’organiste a joué O'Donnell Abu, St Patrick's Day, The Last Rose of Summer, The Wearing of the Green et The Bells of Shandon.
La cathédrale a été rénovée et modifiée en 1985. Un soin a été apporté à la préservation du style et des matériaux de l’autel originel dans la nouvelle table d’autel et la chaise. L’autel d’origine, bas-relief irlandais reprenant La Cène de Léonard de Vinci, est toujours présente dans la cathédrale et a été incorporée au nouvel autel.
La façade de grès de la cathédrale a été nettoyée en juin 2001.

### La chapelle d'Adoration
La chapelle de l'Adoration du Saint-Sacrement ou la chapelle d'Adoration (comme on l'appelle plus communément) se trouve sur le terrain du couvent de Lorette (en) adjacent. L'évêque de Raphoe Séamus Hegarty (en) l'a officiellement inaugurée le 4 décembre 1988. Cette chapelle, d'une seule pièce, est un bâtiment reconstruit sur le site d'une ancienne école créée par les Sœurs de Lorette. La date de construction du bâtiment d'origine n'est pas connue avec certitude, cependant, lors des travaux de reconstruction en 1988, une ardoise portant la marque d'un maçon de l'année 1850 a été découverte. Barry Feely, du comté de Roscommon, a conçu l'autel en granit de la chapelle ; il est situé devant un vitrail qui présente une icône de la Vierge du Signe.

## Galerie

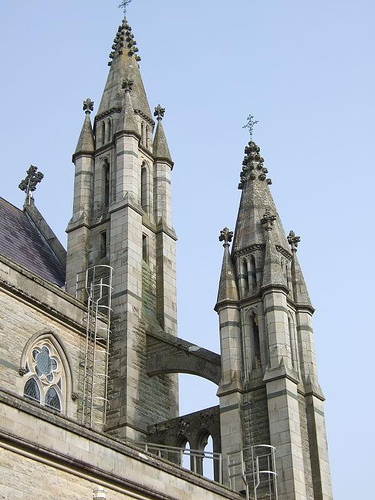
Arc-boutant.
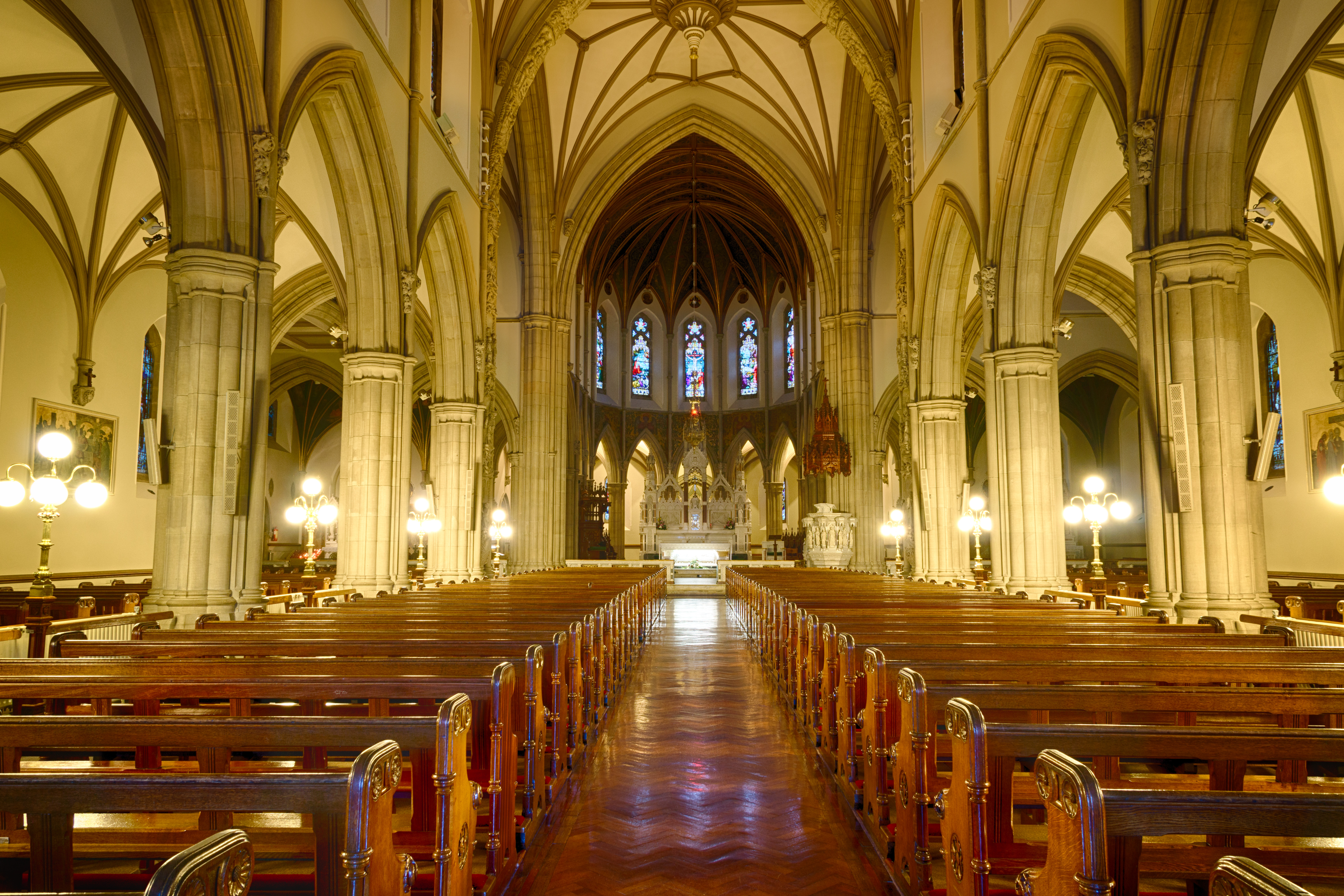
Nef de la cathédrale.
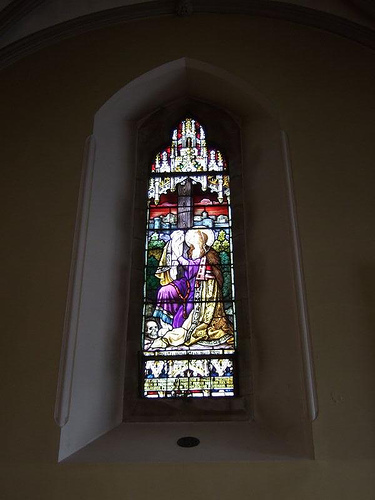
Vitrail.
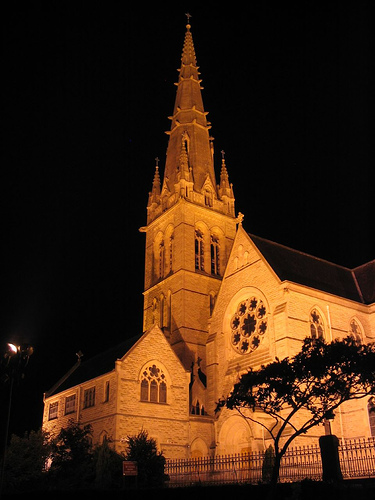
La cathédrale de nuit.

## Sources
- (en) Cet article est partiellement ou en totalité issu de l’article de Wikipédia en anglais intitulé « St Eunan's Cathedral » (voir la liste des auteurs).
- (en) Le Guide de Letterkenny : « La cathédrale Saint-Adomnan »